# شهرستان مکیناک (میشیگان)
شهرستان مکیناک، میشیگان (به انگلیسی: Mackinac County, Michigan) یک سکونتگاه مسکونی در ایالات متحده آمریکا است که در میشیگان واقع شده‌است.

## خصوصیات
شهرستان مکیناک ۵٬۴۴۰ کیلومترمربع مساحت دارد.